# Mary Leakey
Pour les autres membres de la famille, voir Leakey.
Mary Leakey, née Mary Douglas Nicol le 6 février 1913 à Londres et morte le 9 décembre 1996 à Nairobi (Kenya), est une paléontologue britannique qui a consacré ses recherches à la Préhistoire de l'Afrique de l'Est.

## Biographie

### Enfance
Mary Douglas Leakey naît le 6 février 1913 à Londres, dans une famille d'archéologues,. Elle ne va à l'école que sporadiquement.

### Carrière
Dès 1935, elle découvrit en Tanzanie deux fragments d'os pariétaux d'un probable Homo erectus.
En 1948, sur l'île de Rusinga, dans le lac Victoria, elle découvre le crâne de Proconsul africanus, un ancêtre des singes et des premiers hommes, qui a vécu il y a environ 25 millions d'années. 
Elle fit d'importantes découvertes d'Homo erectus et d'australopithèques (dont Zinj ayant vécu il y a 1,8 million d'années environ), mis au jour avec son époux Louis Leakey en 1959, sur le site d'Olduvaï en Tanzanie, qu'elle reprit en charge après la disparition de Louis.
Mary Leakey fit diverses campagnes sur le site de Laetoli en 1959, 1964, puis à partir de 1974. Elle devint célèbre pour sa participation à l'étude, à partir de 1978, des traces de pas de trois hominidés bipèdes (des Australopithecus afarensis ?) fossilisées dans des cendres volcaniques à Laetoli en Tanzanie. Cette piste est celle de trois individus de corpulences différentes (voir article détaillé Laetoli). Ce sont les plus anciennes empreintes de pas d'hominidés connues alors (3,7 millions d'années).

### Mort
Mary Leakey décède le 9 décembre 1996 dans sa maison familiale à Nairobi, à l'âge de 83 ans.

### Famille
Le fils de Mary et Louis, Richard Leakey, a également été un paléontologue célèbre avant de se consacrer à la politique du Kenya.

## Principales publications
- Hay, R.L. et Leakey, M.D. (1992) - « Les empreintes de pas fossiles de Laetoli », in Les origines de l'Homme, Bibliothèque "Pour La Science", Belin, (parution originale en anglais : Scientific American, Févr. 1982, p. 50-57).
- Leakey, M.D. (1967) - « Preliminary survey of the cultural material from Beds I and II, Olduvai Gorge, Tanzania », in: Background to evolution in Africa, Bishop, W.W. et Clark, J.D., (Éds.), Chicago, Chicago University Press, p. 417-442.
- Leakey, M.D. (1970) - « Stone artefacts from Swartkrans », Nature, vol. 225, no 5239, p. 1222-1225.
- Leakey, M.D. (1971) - Olduvai Gorge - vol. 3 : Excavations in Beds I and II, 1960-1963, Cambridge, Cambridge University Press, 306 p.
- Leakey, M.D. (1971) - « Discovery of postcranial remains of Homo erectus and associated artefacts in Bed IV at Olduvai Gorge, Tanzania », Nature, vol. 232, p. 380-383.
- Leakey, M.D. (1975) - « Cultural patterns in the Olduvai sequence », in: After the Australopithecines, Butzer, K.W. et Isaac, G.L., (Éds.), Mouton, p. 477-493.
- Leakey, M.D. (1994) - Olduvai Gorge - vol. 5 : Excavations in Beds III, IV and the Masek Beds, 1968-1971, Cambridge, avec la coll. de D.A. Roe, Cambridge University Press, 327 p.
- (en) Mary D. Leakey et John Michael Harris, Laetoli, A Pliocene site in northern Tanzania, Oxford Oxfordshire New York, Clarendon Press Oxford University Press, 1987, 561 p. (ISBN 978-0-1985-4441-8, OCLC 13525352).

## Postérité et honneurs
L'astéroïde (7958) Leakey est nommé en l'honneur de Mary Leakey, de son mari Louis et de leur fils Richard, tous trois figures majeures de la paléoanthropologie de l'Afrique.
En 2013, elle apparait sur un timbre britannique,. 